# Teófilo Saá
Teófilo Saá (San Luis, ca. 1860 - ibídem, 26 de enero de 1900) fue un político y abogado argentino, que ocupó el cargo de Gobernador de San Luis entre el 28 de julio de 1893 y el 7 de enero de 1894, cuyo mandato fue interrumpido por una intervención federal.

## Biografía
Era hijo del general Juan Saá y sobrino de Felipe Saá, quienes habían gobernado la provincia y debieron exiliarse durante la presidencia de Bartolomé Mitre.
Era miembro del Superior Tribunal de Justicia de San Luis en 1892. El 28 de julio de 1893, estalló la revolución radical en la Provincia de San Luis, derrocando y encarcelando al gobernador Jacinto Videla, primo hermano de Saá, y una junta revolucionaria presidida por él, quien había participado de la misma, lo designó como Gobernador interino. Se convocaron elecciones y fue confirmado en su cargo, lo cual fue reconocido por el gobierno nacional gracias a las gestiones del ministro Aristóbulo del Valle. Entre su gabinete se encontraban los radicales José María Tissera y Víctor C. Lucero. Dos días más tarde la Revolución se extendió a Buenos Aires, Santa Fe, Corrientes y por último Tucumán, pero fue finalmente sofocada por el gobierno autonomista, dejando a San Luis aislado del resto del país y siendo luego intervenida por el gobierno nacional.
La salida de Videla del poder significó el desplazo del poder de aquella familia y de los Mendoza, quienes ostentaban el poder en la provincia.
Tras la salida de del Valle del gobierno nacional, el congreso dicta la ley 2950, disponiendo la Intervención federal de San Luis, y se designa posteriormente a Daniel Donovan y a Lorenzo Winter.